# Sybra proximatoides
Sybra proximatoides är en skalbaggsart som beskrevs av Stefan von Breuning 1966. Sybra proximatoides ingår i släktet Sybra och familjen långhorningar.
Artens utbredningsområde är Filippinerna. Inga underarter finns listade i Catalogue of Life.